# اقتصاد سلوفاكيا
تحتل سلوفاكيا المرتبة 62 بين أكبر الاقتصادات في العالم حيث بلغ الناتج المحلي الإجمالي الإسمي للفرد 18,454 دولار أمريكي في عام 2014. نما الناتج المحلي الإجمالي بشدة من عام 2000 حتى عام 2008 حيث سجل نموا بنسبة 10.4٪ في عام 2007، وسمي الاقتصاد السلوفاكي باسم تاترا تايجر. أصبحت سلوفاكيا دولة عضو في الإتحاد الأوروبي في عام 2004 وأعتمدت اليورو في بداية عام 2009. العاصمة براتيسلافا، هي أكبر مركز مالي في سلوفاكيا. بلغ معدل البطالة 12.1 ٪ اعتبارا من أبريل عام 2015.
واجهت سلوفاكيا العديد من الصعوبات خلال الانتقال من الاقتصاد ذو التخطيط المركزي إلى اقتصاد السوق.
أطلقت حكومة دزوريندا عام 2002 العديد من عمليات الإصلاح التي شملت القطاع الضريبي وقطاعات الصحة والتعليم والتي عملت على جذب العديد من الاستثمارات الأجنبية وتقليص الإنفاق العام وتقوية العملة كما ساهمت في خفض نسبة البطالة إلى 15% ونسبة التضخم إلى 3.3%. يبلغ حجم القوة العاملة حوالي 3 ملايين موزعة على القطاع الصناعي (29.3%) والقطاع الزراعي (8.9%) وقطاع البناء (8%) وقطاع النقل والمواصلات (8.2%) والخدمات (45.6%). بلغت الواردات إلى الميزانية حوالي 5.2 مليار دولار والإنفاقات حوالي 5.6 مليار دولار.
حلّت سلوفاكيا في المرتبة 45 في مؤشر الابتكار العالمي عام 2023، ثم تراجعت للمركز 46 في مؤشر عام 2024.